# Covenant (Halo)

Grupo de Covenant do jogo Halo 3. Da esquerda para a direita: Um Hunter, um Brute (em cima), um Grunt (em baixo) e dois Jackals

O Covenant é uma fictícia aliança militar teocrática de raças alienígenas, que serve como o principal antagonista na primeira trilogia da série de jogos Halo. Eles são compostos de uma variedade de espécies, unidas sob a crença de que os membros da extinta raça conhecida como Forerunner são deuses, e que as estruturas criadas pelos mesmos, a rede de anéis Halo, irão fornecer um caminho sagrado para a salvação; apesar disto, algumas espécies da aliança não são adeptas de tal religião, estando no Covenant apenas por dinheiro. Após os líderes da aliança—os High Prophets—declararem a humanidade como uma afronta aos seus deuses, o Covenant iniciou uma longa campanha genocida contra a tecnologicamente inferior espécie humana.
O Covenant foi introduzido pela primeira vez em 2001, no jogo Halo: Combat Evolved como inimigos do personagem principal, um super soldado humano conhecido como Master Chief. Não tendo percebido que os Halos são armas de destruição e não de salvação divina, a aliança tentou ativar os anéis em três ocasiões separadas durante a série, inadvertidamente liberando um parasita conhecido como o Flood no processo.
Para desenvolver uma aparência diferenciada para as várias espécies da aliança, os artistas da Bungie tiraram inspiração de características reptilianas, e aviárias. Um esquema de design foi criado para suas construções, que usa cores roxas e superfícies refletoras, no intuito de caracterizar a arquitetura da aliança, e separá-la da arquitetura humana. O Covenant foi, no geral, bem recebido pela crítica, que apreciava o desafio aos jogadores; vários críticos, lamentaram a alteração dos principais inimigos de Elites para Brutes em Halo 3 e, por outro lado, elogiaram o seu retorno, mais tarde, em Halo: Reach.

## Desenvolvimento nos jogos
Como a maioria dos outros personagens e espécies do universo de Halo, o Covenant foi lentamente desenvolvido durante o início da fase conceitual e refinado conforme o desenvolvimento de Halo: Combat Evolved progredia. Durante o desenvolvimento do jogo, os designers criaram três estilos de arquitetura, para cada uma das raças do jogo — dos seres humanos, do Covenant, e dos Forerunner. Para o Covenant, a equipe desenvolveu um estilo arquitetônico "elegante e brilhante", com superfícies detalhadas em reflexos, formatos orgânicos, e com ampla utilização de cores roxas.
Como o design dos personagens, a tecnologia Covenant, sua arquitetura e design foram continuamente alterados ao longo do desenvolvimento, ocasionalmente por razões práticas, bem como a estética. De acordo com Eric Arroyo, um dos cruzadores da aliança, Verdade e Reconciliação, que desempenha um papel importante em Halo: Combat Evolved, era para para ser adentrado pelo jogador por meio de uma longa rampa. No entanto, devido a considerações técnicas de ter uma nave totalmente texturizada tão perto do jogador, os designers criaram um "elevador gravitacional", o que permitiu que a nave estivesse mais afastada (assim não seria exigido tanto poder de processamento para os detalhes), bem como a adição de um "visualmente interessante" componente de tecnologia da aliança.
A equipe de arte passou uma grande quantidade de tempo na criação do armamento do Covenant, a fim de tornar seu visual adequadamente alienígena, mas ainda reconhecível para os jogadores. Ao mesmo tempo, os designers queriam que todos os aspectos da tecnologia Covenant, especialmente os veículos, agissem de forma plausível. A Bungie acabou olhando filmes e outros materiais no intuito de retirar inspiração em quase todos os aspectos da criação da aliança.

### Espécies
Para a concepção de várias espécies do pacto, os artistas da Bungie observaram animais vivos e filmes para se inspirarem; como resultado, as espécies dentro do Covenant possuem características símias, reptilianas, aviárias e ursinas.

#### Elites (Sangheili)

Design de um Elite, quando Halo era desenvolvido para o Macintosh

Um dos mais fortes inimigos, dependendo do caso aliados, os Elites (que são do planeta Sanghelios) são chamados de Sangheili na fictícia linguagem do Covenant. Eles medem em torno 2,44 e usam armaduras com escudos recarregáveis. Os Elites tinham inicialmente bocas de característica simples, que se desenvolveram em pares de mandíbulas divididas, substituindo as mandíbulas inferiores. O artista conceitual da Bungie, Shi Kai Wang, observou que o líder do projeto Jason Jones tinha, em um ponto, sido insistente em dar aos Elites uma cauda. Wang achou que isso faria os alienígenas parecem muito animalísticos, e a ideia foi abandonada devido a considerações práticas, como onde a cauda iria quando os Elites estivessem em veículos. "Em um ponto, pensamos fazer com que os Elites simplesmente colocassem suas caudas para a frente, entre as pernas", disse Wang, "Mas [nós] abandonamos a ideia... por razões óbvias."

#### Grunts (Unggoy)
Entre as raças criadas estavam os Unggoy, chamados de Grunts (tendo como planeta de origem Balaho), que desempenham nos jogos o papel de inimigos menores, só apresentando perigo quando estão em grupo. Representados como covardes e medrosos, os Grunts entram em pânico se o jogador ou algum NPC matar seu líder. Nos romances Halo: Fall of Reach e Halo: The Flood  é dito que os Unggoy respiram o gás metano. Em uma atmosfera desprovida de gás metano, eles possuem um traje que os permitem respirar o gás. Em Halo: Reach, se o jogador matar um Grunt de uma maneira específica, o tanque de gás metano ira voar e saltar para fora de controle pela área, causando dano se acertar o jogador.

#### Jackals e Skirmishers (Kig-Yar)
Os Jackals, ou Kig-Yar, (da lua de Eayn, orbitando Chu'ot) carregam escudos de energia e armas de alcance. As cores do escudo ou da armadura indicam a posição na hierarquia e a resistência de cada um. Em alguns casos, tal como com os Jackals, o design geral foi aperfeiçoado, uma vez que o papel do inimigo foi claramente definido. Eles são criaturas com aparência de pássaros e répteis. Esta espécie em particular não entrou na aliança da mesma forma que outras espécies. Eles são uma raça de mercenários, e sua cultura é baseada na pirataria, não seguindo as crenças religiosas, como outras espécies. No livro Halo: Contact Harvest, foi revelado que os Jackals foram a primeira espécie do Covenant que fizeram contato com a humanidade. Os eventos resultantes iniciaram a guerra Humano-Covenant.

#### Hunters (Mgalekgolo)
Além de tropas básicas, há os Hunters, ou Mgalekgolo, (do planeta Te) que, de acordo com a mitologia da Bungie são uma junção de vermes semelhantes a minhocas, singularmente conhecidos como Lekgolo, envoltos em uma resistente armadura. Conceitos iniciais eram menos humanoides e de aspecto menor rude do que o formato final, que por sua vez contém escudos angulares e espinhos afiados.

#### Engenheiros (Huragok)
Os flutuantes e serenos alienígenas conhecidos como Engenheiros, ou Huragok, foram retirados da versão final de Combat Evolved, mas fizeram aparições nos romances de Halo, posteriormente. Eles também apareceram em Halo Wars, Halo 3: ODST e Halo: Reach. Eles não servem para combate, embora em Halo 3: ODST, Halo Wars e Halo Reach eles possam ajudar os jogadores ou os inimigos. Eles são, na verdade, formas de vida artificial criada pela raça desaparecida e de tecnologia altamente superior, os Forerunner, e são escravizados pelo Covenant para construir, reparar e manter a sua tecnologia.

#### Prophets (San'Shyuum)
Os Prophets, ou San'Shyuum, (do planeta Janjur Qom) servem como os governantes do Covenant, e foram projetados principalmente por Shi Kai Wang e Eric Arroyo. Originalmente, os Prophets foram construídos de maneira mais unificada, onde os tronos de gravidade que eles utilizam para a flutuação e movimento seriam fundidos com suas estruturas orgânicas. Os personagens também foram projetados para serem fracos, mas ainda sendo sinistros. Os três Prophets Hierarchs tiveram seu design feito individualmente.

#### Brutes (Jiralhanae)
Os Brutes (do planeta Doisac) são um dos novos inimigos que foram adicionados em Halo 2. Eles foram feitos fisicamente mais altos e mais fortes do que as Elites, tendo sua sociedade organizada em torno de chefes tribais. Para esta raça, os animadores se inspirarem em filmes de motoqueiros, já que os Brutess incorporam elementos de aparência símia e ursina, mas mantendo um visual alienígena. O conceito final para a criatura, feito por Wang, era repleto de bandoleiras, talabartes e crânios humanos, sendo simplificado para o jogo. Os Brutes foram feitos para simbolizar a massiva ameaça alienígena da aliança e, nas palavras do líder de design Jaime Griesemer, para ter o papel de "bárbaros em Roma".
Para o final da trilogia Halo, os designers de Halo 3, designers tinham de refinar o Covenant afim de o adaptar para o hardwere mais poderoso do Xbox 360. A Bungie estava insatisfeita com os Brutes em Halo 2; foram adicionados no final de desenvolvimento, resultando no fato dos Brutes funcionarem apenas como inimigos feitos para dar dano e "não sendo interessantes para o combate." Seu design também foi limitado, sendo de alguma maneira parecidos com macacos peludos usando bandoleiras (que lembram o personagem de Star Wars, Chewbacca). Com os Elites tendo deixado a aliança na história do jogo, os Brutes se tornaram o inimigo principal do jogador, necessitando de mudanças radicais no seu comportamento e design. Para a nova aparência dos Brutes, os artistas de design tiraram inspiração de rinocerontes e gorilas. Os designers acrescentaram armaduras com fivelas, luvas e tiras de couro para deixá-los mais alinhados com a estética do Covenant. Quanto mais experiente o Brute, mais ornamentada serão suas roupas e seu capacetes; a armadura foi feita para transmitir uma cultura e tradição para a espécie, e enfatizar a sua massa e poder. Seus designs para Halo 3 tiveram inspiração nos antigos gregos espartanos. Os animadores de personagens gravaram as ações previstas para os novos Brutes em um quarto acolchoado nos estúdios da Bungie. Uma nova adição à inteligência artificial dos Brutes era um pacote de ações; líderes Brutes realizam simultaneamente ações em larga escala e de maneira coordenada, como lançar granadas em um jogador.

#### Drones (Yanme'e)
Outra inclusão para os inimigos feita em Halo 2 foram os Drones, ou Yanme'e (do planeta Palamok), seres alienígenas semelhantes a insetos; os animadores acharam o desenvolvimento das criaturas desafiador, pois elas tinham de ser animadas para andar, correr, rastejar ou voar em várias superfícies. Um velho conceito de arte de Combat Evolved foi reutilizado como influência para o design final, que usou como base a aparência de baratas, gafanhotos, e vespas.

### Sociedade
Tecnologicamente, o Covenant é descrito em The Flood e a First Strike como sendo mais imitativo do que inovativo—a maior parte do armamento sofisticado e dos sistemas de propulsão da aliança são baseados nos artefatos Forerunner, e não fruto de sua própria pesquisa. As armas do pacto geralmente são baseadas na tecnologia Forerunner ao utilizar plasma. Estas armas são construídas em torno de uma bateria que gera o plasma e descarrega-o num alvo. Frank O'Connor, ex-chefe relações públicas da Bungie, deu a entender que pode haver mais informação desconhecida sobre o armamento da aliança, dizendo que "a tecnologia não é o plasma como conhecemos, mas algo muito mais perigoso, arcano e destrutivo." Algumas de suas armas não são de plasma, a exemplo o Needler, que dispara agulhas cor-de-rosa em formato de navalha, capazes de seguir e perfurar inimigos orgânicos, dando posteriormente um pequeno dano adicional, devido à pequenas explosões do projétil. Um perito em armas notou a semelhança entre o Needler e as antigas gregas amazonas, pois em alguns jogos de revista Electronic Gaming Monthly as amazonas pintavam suas adagas de cor-de-rosa com o intuito de aterrorizarem psicologicamente os inimigos.
Bungie fez o design da maior parte da tecnologia da aliança para espelhar a estética dos Elites; o exterior é elegante e gracioso, com um núcleo mais angular e complexo por baixo, sugerindo a origem Forerunner por trás das tecnologias. Em contraste com o elegante visual baseado nos Elites, utilizados em maior quantidade no Covenant, os Brutes possuem seu próprio design visual diferente das outras tecnologias da união. O armamento foi projetada para refletir a ''alma'' dos Brutes destilada para sua forma mais pura—transmitidas por formas que exalam perigo, cores duras e objetos que parecia "perigoso de estar por aí". Uma arma da UNSC projetada para Combat Evolved , em 1999, que foi descartada na época foi reutilizada como a arma Brute "mauler".
A sociedade do Covenant é um sistema de casta composto de diversas raças, algumas das quais foram incorporadas na aliança à força. É necessário que cada raça forneça um número específico de tropas para permanecer dentro do Covenant. Nos jogos, as raças são identificadas pela designação atribuída pela UNSC; seus nomes dentro do Covenant são fornecidos pelos manuais das edições limitadas de "Halo 2" e "Halo 3" e por vários romances.

## Aparições
A maioria dos eventos no arco da história da série Halo ocorrem durante a "Ninth Age of Reclamation." A organização do tempos e das datas da aliança não foi elaborado em detalhes nos jogos nem durante qualquer um dos romances; O diretor cinematográfico da Bungie Joseph Staten, em uma entrevista no fansite de Halo halo.bungie.org, disse que o sistema de datas do Covenant é dividido em sete épocas, divididas nas seguintes Idades: Abandono, Conflito, Descoberta, Reconciliação, Conversão, Dúvida e Recuperação.
Os romances de 2001 e 2007 romances Halo: The Fall of Reach e Halo: Contact Harvest descrevem o primeiro contato da humanidade com o Covenant, no ano de 2525. Em Fall of Reach, uma nave isolada do Covenant bombardeia a colônia de Harvest com plasma, transformando a crosta do planeta em vidro derretido. A nave transmite o decreto da aliança, "Sua destruição é a vontade dos deuses, e nós somos o seu instrumento", e em seguida destrói várias naves da UNSC que foram enviadas para atacá-lo. Contact Harvest descreve um longo combate no solo entre milícias humanas e o Covenant antes do ataque total em Harvest. A aliança alega que os seres humanos são uma ofensa aos seus deuses, mas na realidade, três Prophets do Covenant têm aprendido a partir de uma relíquia deixada pelos seus "deuses", os Forerunner, que os seres humanos, que podem, eventualmente, ser geneticamente relacionados com os Forerunner, visto que foram escolhido por eles como reclaimers. Percebendo que tal revelação iria dissolver o Convênio, os recém-coroados Hierarchs decidiram eliminar os seres humanos em vez disso, e declarar que uma nova idade do Covenant começou.
A tecnologia superior do Covenant permitiu-lhes aniquilar as colônias externas humanas dentro de quatro anos; o Covenant começou a destruir as colônias internas, logo em seguida. Como uma medida defensiva, a UNSC cria o protocolo "Cole"; naves humanas são proibidas de viajar diretamente para mundos humanos para evitar serem detectados pelo Covenant, e a destruição do banco de dados de navegação da nave e da inteligência artificial se existisse a ameaça de captura. Em 2552, o Covenant seguiu a nave da UNSC Iroquois para o planeta Reach, a colônia mais bem defendida da Terra, por meio de um transmissor oculto. Uma enorme frota do Covenant chega em Reach e assola grande parte do planeta.
A primeira aparição do Covenant nos videogames foi em Halo: Combat Evolved (2001), que continua a partir do término de The Fall of Reach. Um destacamento do Covenant segue a nave humana Pillar of Autumn de Reach para Halo, um relíquia Forerunner em forma de anel que a aliança considera sagrada. Ciente do possível dano ao anel, o Covenant é obrigado a lutar contra os seres humanos, e acidentalmente libera o Flood. O Flood, um parasita virulento que infesta a vida sensível, ataca tanto humanos quanto Covenant e ameaça capturar um cruzador da Aliança para escapar do Halo. Enquanto isso, o super soldado humano Master Chief destrói os motores do Pillar of Autumn, destruindo o anel e a armada do Covenant com a explosão. O romance do jogo, Halo: The Flood (2003), conta eventos adicionais não vistos no jogo. No romance First Strike, Master Chief, os sobreviventes do Outono e os Spartans sobreviventes de Reach destroem uma frota de Covenant que eles descobrem estar se preparando para atacar a Terra e correm para o planeta para alertar sobre o ataque iminente, no intuito de impedi-lo.
Em Halo 2 (2004), um dos três Prophets do Covenant, Regret, chega à Terra com uma frota. A maior parte de sua frota é destruída; A nave de Regret foge para outro anel, Delta Halo, e é seguido pelo navio humano In Amber Clad com Chief a bordo. Chief mata Regret antes que a maioria da frota Covenant chegue ao Delta Halo, juntamente com a cidade sagrada da Aliança, High Charity. A morte de Regret leva os profetas restantes a promover os Brutes como seus guardas, substituindo os Elites. Os Elites, indignados, ameaçam renunciar ao Alto Conselho da Aliança; por sua vez, os Profetas dão aos Brutes carte blanche para matar as Elites, provocando uma guerra civil. Em meio a esses acontecimentos, o Flood é novamente liberado; O High Prophet of Mercy é morto pelo parasita, enquanto o último líder restante, o Prophet of Truth, foge para a Terra em uma nave Forerunner, confiando a ativação do anel ao Brute Tartarus. Os Elites se aliam com os humanos de Amber Clad para parar o disparo do anel, mas inadvertidamente colocam todos os anéis restantes da rede Halo para serem remotamente ativados a partir de um local conhecido como a Ark (Arca), colocado fora do alcance da rede Halo para proteger certas espécies do disparo dos anéis, construído também como uma central para os anéis, substituindo qualquer anel destruído.
Pelo eventos de Halo 3 (2007), a inteligência Flood conhecida como Gravemind infesta e captura High Charity, enquanto os Elites ajudam os seres humanos na Terra a se defender.
As forças de Truth escavam um portal para a Ark, localizada fora da Via Láctea. Os Elites seguem Truth, e Árbitro, antes dos eventos do jogo anterior um Covenant, mata Truth finalmente dando fim à aliança. Após a aterrissagem na Ark da nave controlada pelo Flood, High Charity, o Árbitro e Chief decidem ativar o novo anel, que está parcialmente construído (o anel é um substituto para o que Master Chief destruiu no primeiro jogo), eliminando assim o Flood danificando gravemente a Ark, e poupando o resto da galáxia. Os humanos e Elites restantes fogem através de um portal. A guerra Humano-Covenant se encerra em Março de 2553, e Árbitro leva seus Elites de volta para sua terra natal.
O que sobrou da Aliança foi uma pequena facção, apresentada em Halo 4 (2012). Este grupo foi liderado pelo Elite Jul 'Mdama. Esta facção ainda segue as ideologias da antiga religião do Covenant e procura encontrar uma poderosa arma no Requiem, o planeta fictício onde se a maior parte de Halo 4 se passa.
A facção de Jul'Mdama também aparece em Halo 5: Guardians, embora não seja o principal antagonista do jogo.

## Recepção
A recepção do Covenant como inimigo em Combat Evolved foi, em geral, favorável. A capacidade de experienciar a história de Halo 2 da perspectiva da Aliança foi descrita como um "brilhante recurso de game design". Permitir que o jogador assumisse o papel de um Elite foi descrito como o fornecimento de um inesperado plot twist, e como sendo uma permissão para o jogador ter uma experiência de uma "nova complexidade para a história". Além disso, alguns críticos afirmaram que isso proporcionou à série um interessante elemento de enredo—a IGN se refere a este elemento como uma "intrigante história do Árbitro e seus Elites"—e sua eliminação em Halo 3 foi apontada como responsável por reduzir o papel do Árbitro dentro do enredo da série.